# Richard Karp
Richard Manning Karp (Boston (Estados Unidos), 3 de enero de 1935) es un científico de la computación, conocido por su investigación en teoría de algoritmos, por lo que recibió el Premio Turing en 1985, el premio del Instituto Franklin en 2004 y el Premio Kioto en 2008.

## Biografía
Karp nació en Boston, Massachusetts. Recibió su licenciatura por la Universidad de Harvard en 1955, su máster en 1956, y su Ph.D. en matemática aplicada en 1959. A partir de entonces trabajó en el Thomas J. Watson Research Center de IBM. En 1968 ingresó como profesor de Ciencias de la Computación, Matemáticas e Investigaciones Operacionales de la Universidad de California, Berkeley. Aparte de un periodo de 4 años en el que fue profesor en la Universidad de Washington, ha permanecido en Berkeley. Karp también ganó la Medalla Benjamin Franklin de 2004 en Ciencias de la Computación y Cognitivas por sus contribuciones al campo de la complejidad computacional.
La razón por la que se le otorgó el Premio Turing fue:

Por sus continuas contribuciones a la teoría de algoritmos, incluyendo el desarrollo de algoritmos eficientes para el flujo de redes y otros problemas de optimización combinatoria, la demostración de equivalencia de la noción intuitiva de eficiencia logarítmica con la computabilidad en tiempo polinómico y, principalmente, sus contribuciones a la teoría de NP-completitud. Karp la metodología hoy común para probar que ciertos problemas son NP-completos que ha llevado a determinar que muchos problemas teóricos y prácticos son computacionalmente difíciles.

En 1971 codesarrolló junto con Jack Edmonds el Algoritmo de Edmonds-Karp para resolver problemas de maximización de flujo en redes. En 1972 publicó su famosa lista de 21 problemas NP-completos. En 1987, junto con Michael O. Rabin desarrolló el Algoritmo Rabin-Karp de búsqueda de cadenas.
Ha hecho muchos otros importantes descubrimientos en las ciencias de la computación e investigación operacional, en el área de optimización combinatoria. En 2006, cuando se escribió este artículo, su principal interés incluye la bioinformática.